# Trathala australis
Trathala australis är en stekelart som beskrevs av Dasch 1979. Trathala australis ingår i släktet Trathala och familjen brokparasitsteklar. Inga underarter finns listade i Catalogue of Life.